# Moncho Monsalve
Juan Manuel Monsalve Fernández, mais conhecido como Moncho Monsalve (Medina del Campo, 1 de janeiro de 1945) é um treinador espanhol de basquetebol.

## Biografia
Moncho Monsalve assumiu a Seleção Brasileira de Basquete masculina em janeiro de 2008, em substituição a Lula Ferreira.
Como jogador, foi campeão europeu quatro vezes pelo Real Madrid Baloncesto, tricampeão da Liga Espanhola e bicampeão da Copa do Rei. Na seleção espanhola, jogou 82 partidas, encerrando a carreira aos 26 anos, devido a uma lesão grave no joelho.
Em 1972 iniciou a carreira de técnico, dirigindo equipes na Espanha, Suíça, França, Itália, além das seleções nacionais de Marrocos, Suíça e República Dominicana.
Também é professor do Curso Superior de Técnicos da Federação Espanhola e do Comitê Olímpico Internacional.
Comandou a seleção no Torneio Pré-olímpíco de Atenas 2008, em que se disputava três vagas para aos Jogos Olímpicos de Pequim. O Brasil foi derrotado nas quartas-de-final pela Alemanha, liderada por Dirk Nowitzki, e fica de fora da terceira Olimpíada seguida.
Em 2009, levou a Seleção Brasileira ao título da Copa América de Basquetebol Masculino de 2009, classificando a equipe para o Campeonato Mundial de Basquetebol de 2010.
Permaneceu à frente da Seleção Brasileira até 15 de janeiro de 2010, sendo substituído pelo argentino Rubén Magnano.